# Obout
Obout est un village du Cameroun, situé dans la commune de Nkolmetet, le département du Nyong-et-So'o et la région du Centre.

## Population
En 1963, Obout comptait 428 habitants, principalement des Bané. Lors du recensement de 2005, on y a dénombré 622 personnes.

## Infrastructures sociales
En 1963, on y trouve un marché mensuel, une école catholique à cycle complet, une mission catholique et un monastère de trappistines (Notre-Dame de Grandselve) venues de l'abbaye Notre-Dame de la Coudre de Laval (France).

## Personnalités nées à Obout
- Philippe Alain Mbarga, évêque.